# Palatul Societății Funcționarilor Publici

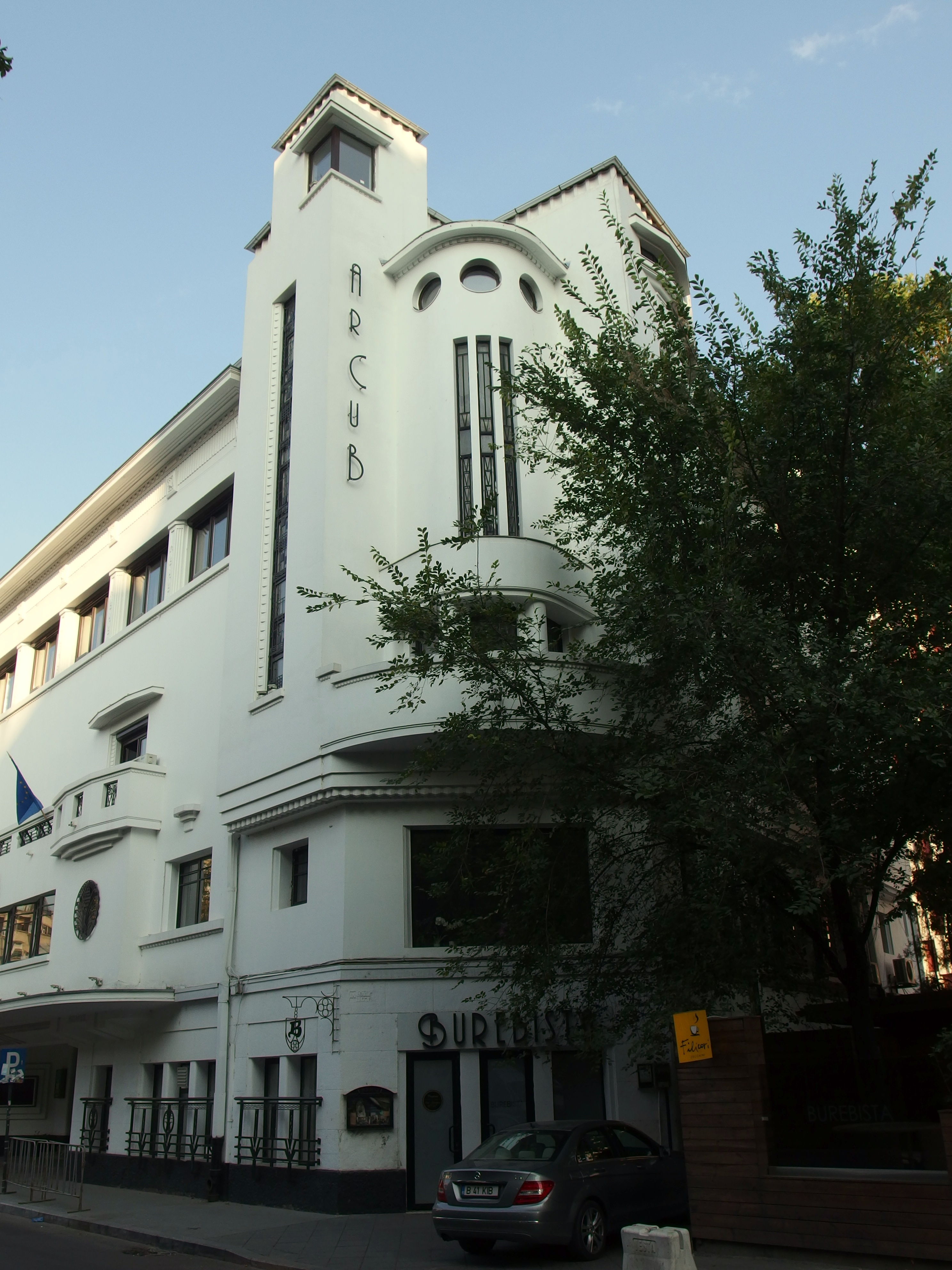
Palatul Societății Funcționarilor Publici, 2014

Palatul Societății Funcționarilor Publici este un edificiu din București, sector 2, construit între anii 1932-1934 după planurile arhitecților Radu Culcer, Ion C. Roșu. Palatul este construit într-un stil Art Deco. Aflat pe str. Batiștei nr. 14, palatul se găsește în imediată apropiere de Hotelul Intercontinental din București.
După 1945, clădirea a devenit sediu central al Asociației Române pentru Strângerea Legăturilor de Prietenie cu Uniunea Sovietică (ARLUS).
În anii recenți a devenit cunoscută ca sediu al ArCuB - Centrul de Proiecte Culturale al Primăriei Municipiului București, până în 2014, când instituția s-a mutat pe strada Lipscani, în Hanul Gabroveni, proaspăt restaurat..
Palatul este declarat monument istoric (cod LMI B-II-m-B-21043).